# آندری سوکاچی
آندری سوکاچی (رومانیایی: Andrei Socaci؛ زادهٔ ۱۹ ژوئن ۱۹۶۶) وزنه‌بردار اهل رومانی بود.
وی در مسابقات کشوری و بین‌المللی در مجموع برندهٔ ۱ مدال طلا، ۵ مدال نقره، ۴ مدال برنز شده‌است.